# Tuimasi Manuca
Tuimasi Tavatulwai Manuca (Lautoka, 14 maggio 1985) è un calciatore figiano, attaccante dell'Hekari United.

## Carriera

### Club
Nel 2009, dopo aver militato al Ba, si è trasferito all'Hekari United. Nel 2011 torna al Ba. Nel 2014 viene acquistato dall'Hekari United.

### Nazionale
Ha debuttato in Nazionale il 6 settembre 2008, in Figi-Vanuatu (2-0). Ha messo a segno la sua prima rete con la maglia della Nazionale il 30 agosto 2011, in Figi-Kiribati (9-0), in cui ha siglato la rete del definitivo 9-0. Ha collezionato in totale, con la maglia della Nazionale, 6 presenze e una rete.